# Giambattista Guatteri
Giambattista Guatteri (Castelnovo di Sotto, 27 agosto 1739 – Parma, 1º luglio 1793) è stato un botanico italiano.
Si trasferì a Parma nel 1755 per frequentare un corso universitario. Nel 1765, per volontà del duca di Parma Ferdinando di Borbone, passò all'Università di Padova, dove seguì i corsi dell'insigne botanico Giovanni Marsili, conseguendo nel giro di due anni il dottorato in Scienze naturali.
Nel 1769, su segnalazione di Giovanni Battista Morgagni e altri, gli fu affidata la cattedra di botanica dell'Università di Parma, e si mise subito all'opera per dotare anche questa università di un orto botanico, sul modello di quello di Padova, funzionante dal 1545. Nel febbraio 1770 fu approntato il terreno e dopo qualche anno l'Orto botanico di Parma entrò in funzione. Guatteri iniziò una collaborazione scientifica con i maggiori orti botanici europei, in particolare con il Giardino Reale di Madrid, dal quale ottenne numerose nuove specie botaniche provenienti dalle Americhe.
Nel 1793 vennero costruite delle nuove serre, su progetto dell'architetto Ennemond Petitot. Per dotare gli studenti di un testo aggiornato, tradusse dallo spagnolo il Corso elementare teorico di botanica ed introduzione alla parte pratica, dal testo originale di Casimiro Ortega, direttore dell'orto botanico di Madrid. Fu uno dei primi botanici italiani ad adottare il nuovo sistema tassonomico proposto da Linneo.